# Боксери (фільм, 1922)
«Боксери» (англ. The Leather Pushers) — американський багатосерійний фільм режисера Едварда Леммле 1922 року.

## Список серій
- 1: Let's Go
- 2: Round Two
- 3: Payment Through the Nose
- 4: A Fool and His Honey
- 5: The Taming of the Shrewd
- 6: Whipsawed
- 7: Young King Cole
- 8: He Raised Kane
- 9: The Chickasha Bone Crusher
- 10: When Kane Met Abel
- 11: Strike Father, Strike Son
- 12: Joan of Neward
- 13: The Wandering Two
- 14: The Widower's Mite
- 15: Don Coyote
- 16: Something for Nothing
- 17: Columbia, the Gem and the Ocean
- 18: Barnaby's Grudge

Збереглися лише епізоди 2 і 3.

## У ролях
- Реджинальд Денні — Кід Робертс
- Біллі Салліван — Кід Робертс (4 серія)
- Хейден Стівенсон — Джо Мерфі — менеджер
- Сем Дж. Райан — Даммі Карні (перша серія)
- Чарльз Аскот
- Хелен Тумбс — Ірен Грехам
- Брайан Дарлі — Дж. Говард Грехам — батько Ірен
- Воррен Кук — Джон Холлідей
- Дорін Бенкс — Естель Ван Хорн (1 і 3 серія)
- Карл Ексзелль — Денні Морган (1 і 2 серія)
- Едгар Кеннеді — Томейн Томмі
- Норма Ширер — Роуз Дель Мер (1 і 5 серія)